# 城東町 (前橋市)
城東町（じょうとうまち）は、群馬県前橋市の地名。城東町一丁目から城東町五丁目まである。郵便番号は371-0016。面積は0.57km2(2013年現在)。

## 地理
当町の南縁を広瀬川が流れている。

### 河川
- 広瀬川

## 歴史
1966年に前橋市諏訪町、一毛町、栄町、清王寺町の各一部が合併して成立した地名である。

### 年表
- 1928年11月10日 上毛電気鉄道上毛線中央前橋 - 西桐生間が開業する。そのため一毛町（現在の当町の前身の一つ）に中央前橋駅と一毛町駅(現・城東駅)が開業する。
- 1966年10月1日清王寺町、栄町の各一部から城東町一丁目、諏訪町、栄町の各一部から城東町二丁目、諏訪町、一毛町の各一部から城東町三丁目、一毛町の一部から城東町四丁目、清王寺町、栄町の各一部から城東町五丁目が成立。
- 1977年 城東町四丁目、城東町五丁目の各一部が西片貝町五丁目となる。
- 2000年12月25日 中央前橋駅の新駅舎完成する。27日から供用開始した。

## 世帯数と人口
2017年（平成29年）8月31日現在の世帯数と人口は以下の通りである。
| 丁目         | 世帯数    | 人口    |
| ------------ | --------- | ------- |
| 城東町一丁目 | 323世帯   | 629人   |
| 城東町二丁目 | 248世帯   | 420人   |
| 城東町三丁目 | 416世帯   | 674人   |
| 城東町四丁目 | 430世帯   | 875人   |
| 城東町五丁目 | 555世帯   | 1,029人 |
| 計           | 1,972世帯 | 3,627人 |

## 小・中学校の学区
市立小・中学校に通う場合、学区は以下の通りとなる。
| 丁目         | 番地 | 小学校             | 中学校               |
| ------------ | ---- | ------------------ | -------------------- |
| 城東町一丁目 | 全域 | 前橋市立城東小学校 | 前橋市立みずき中学校 |
| 城東町二丁目 | 全域 | 前橋市立城東小学校 | 前橋市立みずき中学校 |
| 城東町三丁目 | 全域 | 前橋市立城東小学校 | 前橋市立みずき中学校 |
| 城東町四丁目 | 一部 | 前橋市立城東小学校 | 前橋市立みずき中学校 |
| 城東町四丁目 | 一部 | 前橋市立中川小学校 | 前橋市立みずき中学校 |
| 城東町五丁目 | 全域 | 前橋市立城東小学校 | 前橋市立みずき中学校 |

## 交通

### 鉄道

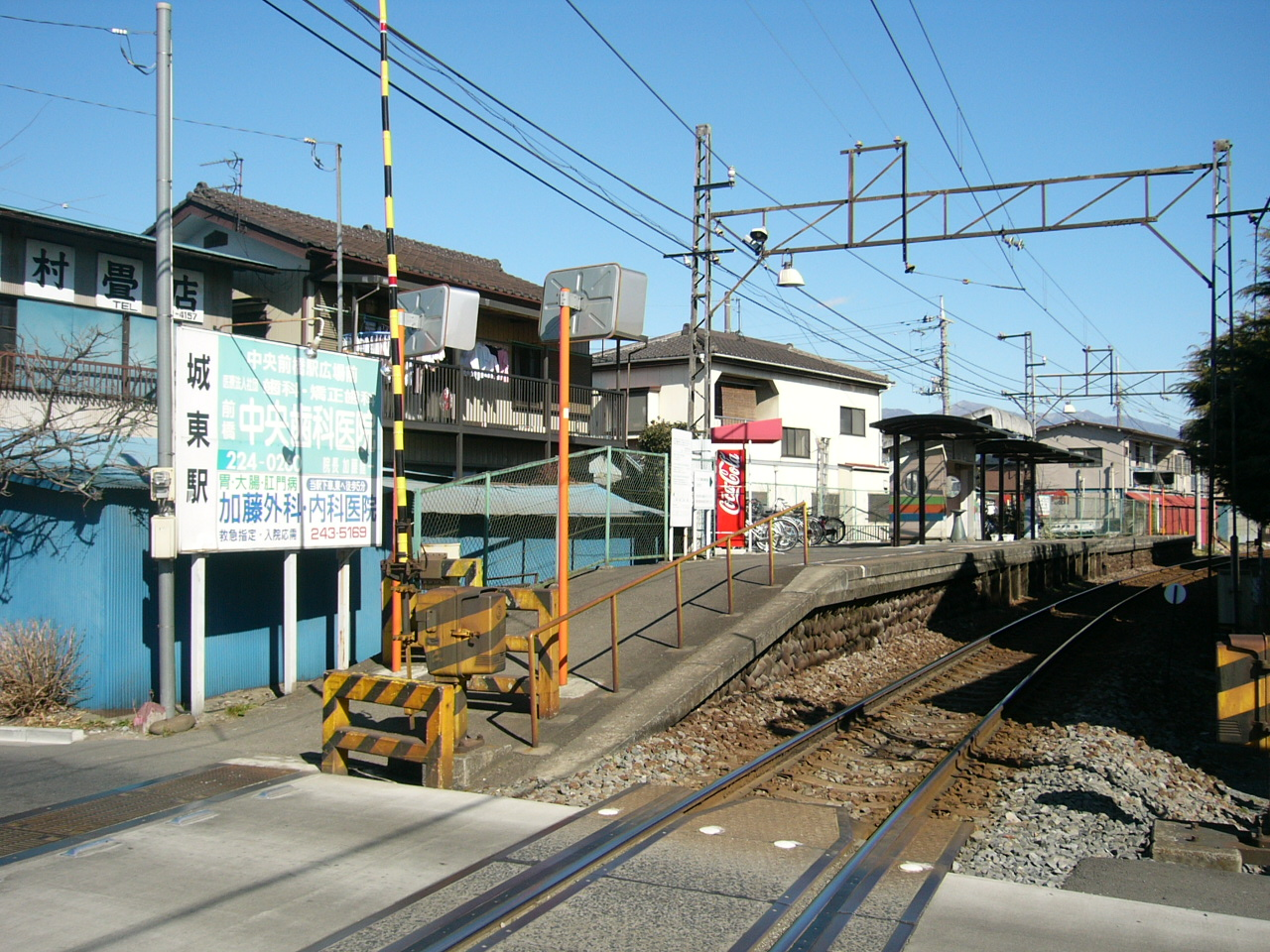
上毛電気鉄道上毛線城東駅

上毛電気鉄道上毛線の始点である中央前橋駅がある。また、次の駅の城東駅も町内にある。
- 上毛電気鉄道上毛線
  - 中央前橋駅―城東駅―

### 道路
国道はなく、県道は、群馬県道3号前橋大間々桐生線と群馬県道4号前橋赤城線が通っている。

## 施設

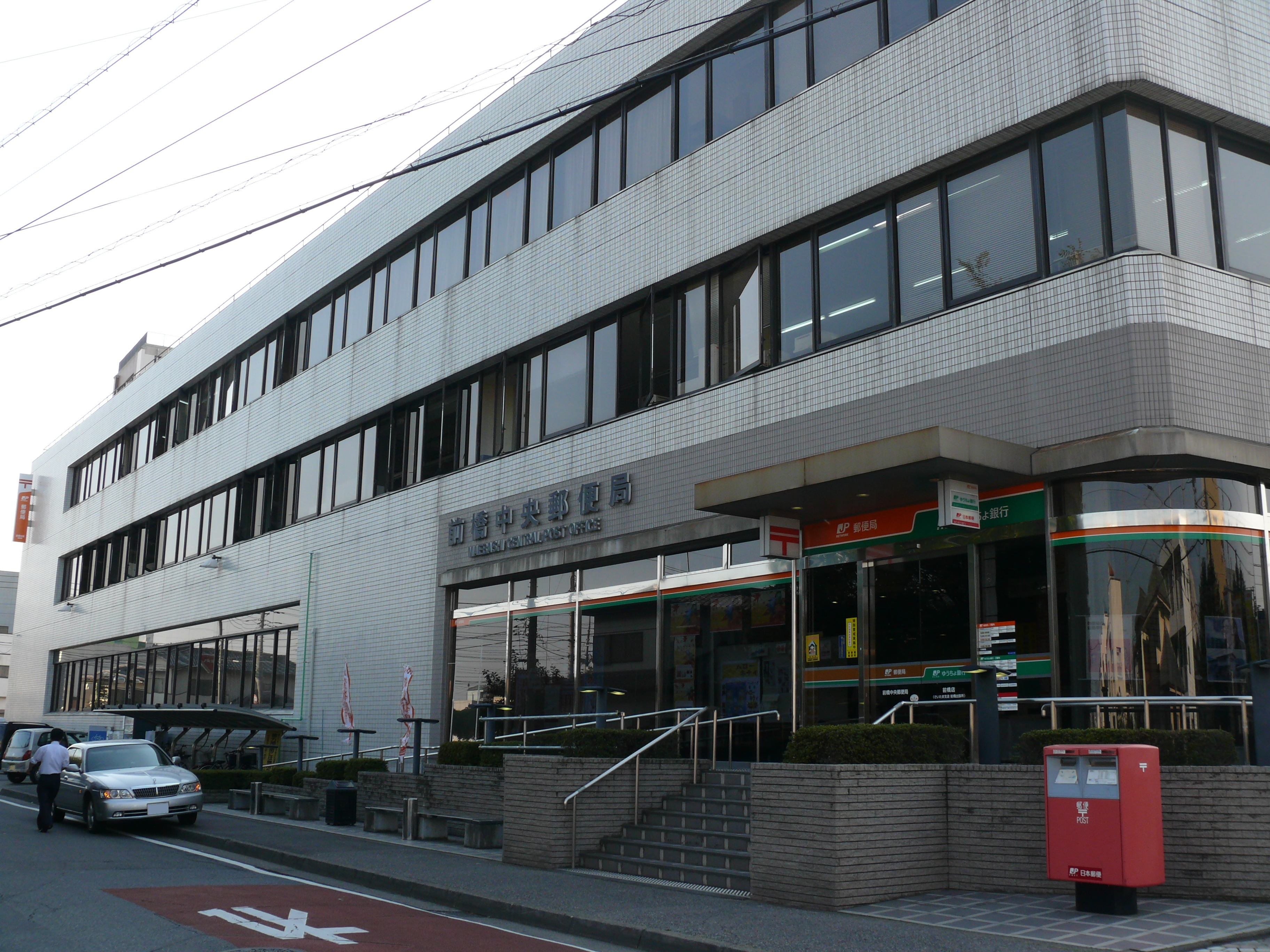
上毛電気鉄道上毛線中央前橋駅
- 上毛電気鉄道上毛線城東駅
- 前橋市立城東小学校
- 前橋中央郵便局
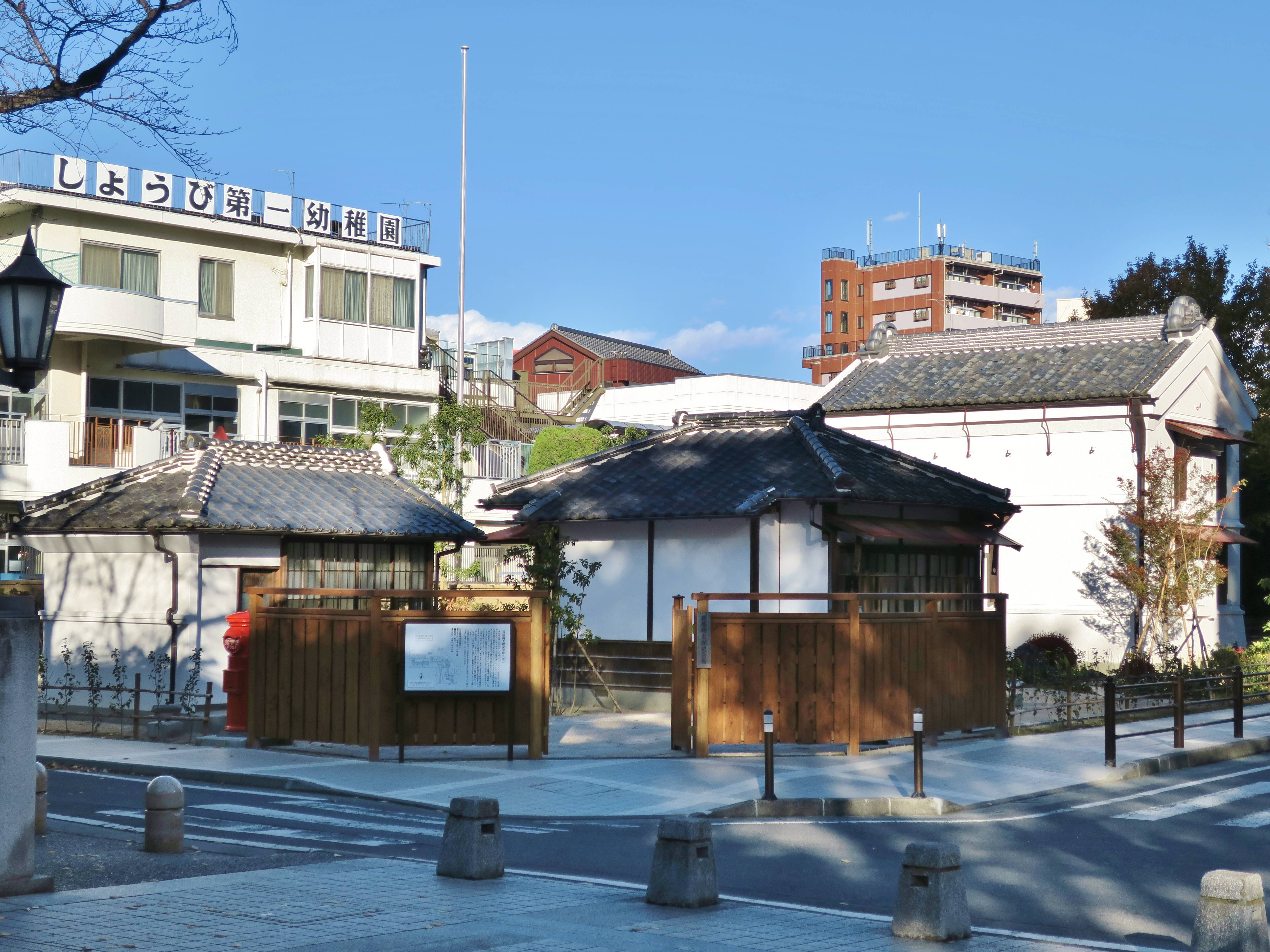
萩原朔太郎記念館

- 前橋中央郵便局
- 萩原朔太郎記念館